# Kuroro
Kuroro（クロロ、中: 酷樂樂）は、猫を題材にした台湾のキャラクターである。
MEMES CREATIVE PARTNERSHIPが2017年より育成している。

## 設定
キャッツアイ惑星NGC6543で生まれた宇宙猫であり、宇宙特派員として活動している。
Kuroroの仲間には、Mito（ミド）、Jolie（ジョリー）、Fish Alien（魚星人）がいる。

## 関連ニュース
1. 宇宙の彼方からやってきた！？台灣で大人気の貓「クロロ」がとうとう日本上陸！
2. 日本市場に本格參入、台灣の人気キャラクター「Kuroro(クロロ)」の株式會社テレビ東京コミュニケーションズとのキャラクターライセンス共同事業契約締結のお知らせ
3. ユニークなキャラクターが集結！「Fresh Taiwan」が今年も登場
4. 神秘喵星人 ! 穿梭各地的可愛角色kuroro駕到（上）神秘喵星人 ! 穿梭各地的可愛角色kuroro駕到（下）
5. 2018文博會 台灣設計創意啟動身體感官
6. 2018台北動漫節 吉祥星光慶開幕 台日吉祥物會粉絲《熊讚》、《信州君》、《最溫暖的熊 Duma》、《來自宇宙的太空貓 kuroro》、《漫寶》齊聚！